# Stayton
Stayton es una ciudad ubicada en el condado de Marion en el estado estadounidense de Oregón. En el año 2020 tenía una población de 8244 habitantes.

## Geografía
Stayton se encuentra ubicada en las coordenadas 44°48′6″N 122°47′43″O / 44.80167, -122.79528.

## Demografía
Según la Oficina del Censo en 2020 los ingresos medios por hogar en la localidad eran de $63,995 y los ingresos medios por persona eran $25,501.